# Sabrina Viguier
Sabrina Viguier (ur. 4 stycznia 1981 w Rodez) – francuska piłkarka grająca na pozycji obrońcy, zawodniczka Göteborg FC i reprezentacji Francji, uczestniczka Mistrzostw Europy 2001, 2005 i 2009 oraz Mistrzostw Świata 2003.